# Arne Ölander
Gustav Arne Ölander, född 31 december 1902 i Hedvig Eleonora församling, Stockholm, död 13 maj 1984 i Engelbrekts församling, Stockholms län, var en svensk kemist. Han var son till kontorschef Gustaf Ölander och Hilda Ölander, född Norrman.
Ölander blev docent i fysikalisk kemi vid Stockholms högskola 1929, filosofie doktor 1930. Han var professor i teoretisk kemi och elektrokemi vid Kungliga tekniska högskolan 1936–1943, i oorganisk och fysikalisk kemi vid Stockholms högskola 1943–1960, samt i fysikalisk kemi vid Stockholms universitet 1960–1968. 
Arne Ölander blev ledamot av Ingenjörsvetenskapsakademien 1943, var sekreterare vid Vetenskapsakademiens Nobelkommittéer 1943–1965, kommittéledamot av Internationella kemiunionen 1949–1971, där han främst ägnade sig åt frågor rörande kemisk nomenklatur. Han var styrelseledamot vid Försvarets forskningsanstalt 1955–1968, ledamot av Vetenskapsakademien 1956 samt styrelseledamot vid Statens naturvetenskapliga forskningsråd 1958–1965. Han var ledamot av Nobelkommittén för kemi 1965–1974.
Ölander var mycket engagerad i Sällskapet för Parapsykologisk Forskning där han var styrelseledamot i cirka 30 år. 1956 testade han en psykokinetiker på Tekniska Högskolan och visade att hon inte hade den förmågan hon påstod att hon hade.